# Генологія
Геноло́гія — розділ у теорії літератури, присвячений дослідженню літературних жанрів (родів, видів).
Термін «Ґенолоґія» запропонований французьким ученим П. Ван Тіґем в 30-ті XX ст. і був впроваджений у літературознавчу науку багатьох країн. В українському літературознавстві ґенолоґії відповідає термін «теорія літературних родів і жанрів».
Ґенолоґія — наука, котра своїми коренями сягає «Поетики» Арістотеля і є однією з найдавніших галузей теорії літератури. У класичній формі ґенолоґія представлена в праці «Мистецтво поетичне» Н. Буало (1674). У XX ст. з появою змішаних жанрів змінився характер генології. Романтизм, породивши змішаний жанр, спростував чіткий класицистичний поділ на літературні роди й види і таким чином спричинив втрату генологією нормативного характеру.
Донині ведуться дискусії з приводу того, який характер має сучасна ґенолоґія: теоретичний чи історико-літературний.